# (1378) Leonce
(1378) Leonce es un asteroide perteneciente al cinturón de asteroides descubierto por Fernand Rigaux desde el Real Observatorio de Bélgica, Uccle, el 21 de febrero de 1936.

## Designación y nombre
Leonce se designó al principio como 1936 DB.
Más adelante fue nombrado así en honor al padre del descubridor.

## Características orbitales
Leonce está situado a una distancia media del Sol de 2,374 ua, pudiendo acercarse hasta 2,017 ua. Su inclinación orbital es 3,591° y la excentricidad 0,1503. Emplea 1336 días en completar una órbita alrededor del Sol.